# Valjunquera
Valjunquera is een gemeente in de Spaanse provincie Teruel in de regio Aragón met een oppervlakte van 41,84 km². Valjunquera telt 475 inwoners (1 januari 2016).